# 船塚古墳 (宮崎市)
船塚古墳（ふなつかこふん）は、宮崎県宮崎市にある前方後円墳。下北方古墳群を構成する1基として1977年（昭和52年）4月1日に宮崎県の史跡に指定された。

## 概要

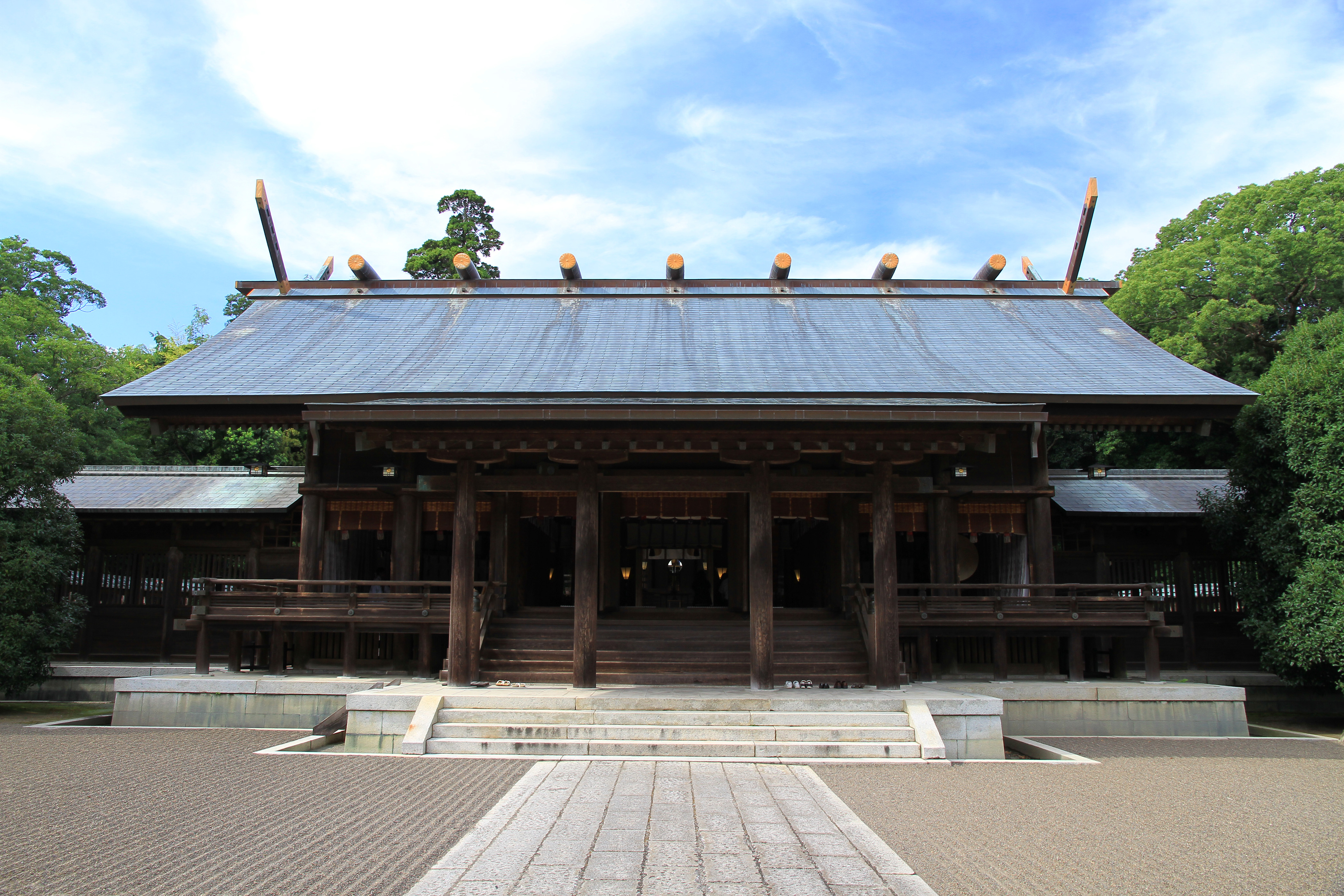
隣接する宮崎神宮

大淀川によって形成された沖積地上に位置する。付近が標高9mになっており、一部が宮崎神宮に隣接する。植物が繁茂し墳丘の形状は視認しにくい。
明治期に著された平部嶠南の『日向地誌』には名称の由来、周溝の存在、各部の計測値が記載されている。
正式な発掘調査はなされていないために、出土物による時期特定はされていない。
しかし、その墳丘の形状から古墳時代中期後期から後期前半に築造されたとみられる。
現在は、県総合博物館第2駐車場から宮崎神宮西神苑を結ぶ小径に面する形で解説板が設置されている。